# Premier League 2009-10
La temporada de la Premier League 2009-10 fue la decimoctava desde su creación. El torneo comenzó el 15 de agosto de 2009, y finalizó el 9 de mayo de 2010. En total 20 equipos participan, 17 de los cuales continúan de la temporada 2008-09, y 3 han ascendido de la Football League Championship (2ª división de Inglaterra).

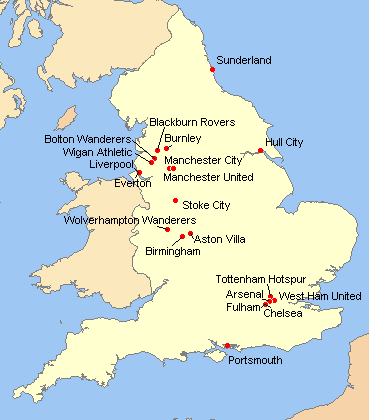
Localización de los equipos

## Ascensos y descensos
| Pos | Descendidos de Premier League |
| --- | ----------------------------- |
| 18º | Newcastle United              |
| 19º | Middlesbrough                 |
| 20º | West Bromwich Albion          |

| Pos                                  | Ascendidos de Football League |
| ------------------------------------ | ----------------------------- |
| 1º                                   | Wolverhampton Wanderers       |
| 2º                                   | Birmingham City               |
| Burnley (ganador de la eliminatoria) |                               |

## Datos de los clubes
Clubes participantes en la Premier League 2009/10:
| Club                                       | Ciudad             | Entrenador       | Estadio             | Aforo  |
| ------------------------------------------ | ------------------ | ---------------- | ------------------- | ------ |
| Arsenal                                    | Londres            | Arsène Wenger    | Emirates Stadium    | 60.355 |
| Aston Villa                                | Birmingham         | Martin O'Neill   | Villa Park          | 42.788 |
| Birmingham City                            | Birmingham         | Alex McLeish     | St. Andrews Stadium | 30.009 |
| Blackburn Rovers                           | Blackburn          | Sam Allardyce    | Ewood Park          | 31.367 |
| Bolton Wanderers                           | Bolton             | Owen Coyle       | Reebok Stadium      | 28.723 |
| Burnley                                    | Burnley            | Brian Laws       | Turf Moor           | 22.546 |
| Chelsea                                    | Londres            | Carlo Ancelotti  | Stamford Bridge     | 42.055 |
| Everton                                    | Liverpool          | David Moyes      | Goodison Park       | 40.157 |
| Fulham                                     | Londres            | Roy Hodgson      | Craven Cottage      | 25.700 |
| Hull City                                  | Kingston upon Hull | Iain Dowie       | KC Stadium          | 25.404 |
| Liverpool                                  | Liverpool          | Rafa Benítez     | Anfield             | 45.276 |
| Manchester City                            | Mánchester         | Roberto Mancini  | City of Manchester  | 47.726 |
| Manchester United                          | Mánchester         | Alex Ferguson    | Old Trafford        | 76.212 |
| Portsmouth                                 | Portsmouth         | Avram Grant      | Fratton Park        | 20.688 |
| Stoke City                                 | Stoke-on-Trent     | Tony Pulis       | Britannia Stadium   | 28.383 |
| Sunderland                                 | Sunderland         | Steve Bruce      | Stadium of Light    | 49.000 |
| Tottenham Hotspur                          | Londres            | Harry Redknapp   | White Hart Lane     | 36.240 |
| West Ham United                            | Londres            | Gianfranco Zola  | Upton Park          | 35.309 |
| Wigan Athletic                             | Wigan              | Roberto Martínez | DW Stadium          | 25.138 |
| Wolverhampton Wanderers                    | Wolverhampton      | Mick McCarthy    | Molineux Stadium    | 29.303 |
| Datos actualizados el 15 de marzo de 2010. |                    |                  |                     |        |

### Cambios de entrenadores
| Jda. | Club            | Entrenador saliente | Fecha del cese          | Reemplazado por | Pos. |
| ---- | --------------- | ------------------- | ----------------------- | --------------- | ---- |
| 11.ª | Portsmouth      | Paul Hart           | 24 de noviembre de 2009 | Avram Grant     | 20º  |
| 18.ª | Manchester City | Mark Hughes         | 19 de diciembre de 2009 | Roberto Mancini | 6º   |
| 20.ª | Bolton          | Gary Megson         | 30 de diciembre de 2009 | Owen Coyle      | 18º  |
| 21.ª | Burnley         | Owen Coyle          | 8 de enero de 2010      | Brian Laws      | 14º  |
| 30.ª | Hull City       | Phil Brown          | 15 de marzo de 2010     | Iain Dowie      | 19º  |

### Cambios de propietarios
| Club            | Nuevo dueño                 | Anterior dueño              | Fecha                |
| --------------- | --------------------------- | --------------------------- | -------------------- |
| Sunderland      | Ellis Short                 | Drumaville Consortium       | 27 de mayo de 2009   |
| West Ham United | CB Holding                  | Björgólfur Guðmundsson      | 8 de junio de 2009   |
| Portsmouth      | Sulaiman Al-Fahim           | Alexandre Gaydamak          | 26 de agosto de 2009 |
| Birmingham City | Grandtop International      | David Sullivan y David Gold | 6 de octubre de 2009 |
| Portsmouth      | Ali al-Faraj                | Sulaiman Al-Fahim           | 6 de octubre de 2009 |
| West Ham United | David Sullivan y David Gold | CB Holding                  | 19 de enero de 2010  |
| Portsmouth      | Balram Chainrai             | Ali al-Faraj                | 4 de febrero de 2010 |

## Clasificación
| Pos. | Equipo                  | Pts. | PJ | G  | E  | P  | GF  | GC | Dif. | Clasificación o descenso               |
| ---- | ----------------------- | ---- | -- | -- | -- | -- | --- | -- | ---- | -------------------------------------- |
| 1    | Chelsea (C)             | 86   | 38 | 27 | 5  | 6  | 103 | 32 | +71  | Fase de grupos de la Liga de Campeones |
| 2    | Manchester United       | 85   | 38 | 27 | 4  | 7  | 86  | 28 | +58  | Fase de grupos de la Liga de Campeones |
| 3    | Arsenal                 | 75   | 38 | 23 | 6  | 9  | 83  | 41 | +42  | Fase de grupos de la Liga de Campeones |
| 4    | Tottenham Hotspur       | 70   | 38 | 21 | 7  | 10 | 67  | 41 | +26  | Play-offs de la Liga de Campeones      |
| 5    | Manchester City         | 67   | 38 | 18 | 13 | 7  | 73  | 45 | +28  | Play-offs de la Liga Europa            |
| 6    | Aston Villa             | 64   | 38 | 17 | 13 | 8  | 52  | 39 | +13  | Play-offs de la Liga Europa            |
| 7    | Liverpool               | 63   | 38 | 18 | 9  | 11 | 61  | 35 | +26  | Tercera ronda previa de la Liga Europa |
| 8    | Everton                 | 61   | 38 | 16 | 13 | 9  | 60  | 49 | +11  |                                        |
| 9    | Birmingham City         | 50   | 38 | 13 | 11 | 14 | 38  | 47 | −9   |                                        |
| 10   | Blackburn Rovers        | 50   | 38 | 13 | 11 | 14 | 41  | 55 | −14  |                                        |
| 11   | Stoke City              | 47   | 38 | 11 | 14 | 13 | 34  | 48 | −14  |                                        |
| 12   | Fulham                  | 46   | 38 | 12 | 10 | 16 | 39  | 46 | −7   |                                        |
| 13   | Sunderland              | 44   | 38 | 11 | 11 | 16 | 48  | 56 | −8   |                                        |
| 14   | Bolton Wanderers        | 39   | 38 | 10 | 9  | 19 | 42  | 67 | −25  |                                        |
| 15   | Wolverhampton Wanderers | 38   | 38 | 9  | 11 | 18 | 32  | 56 | −24  |                                        |
| 16   | Wigan Athletic          | 36   | 38 | 9  | 9  | 20 | 37  | 79 | −42  |                                        |
| 17   | West Ham United         | 35   | 38 | 8  | 11 | 19 | 47  | 66 | −19  |                                        |
| 18   | Burnley (D)             | 30   | 38 | 8  | 6  | 24 | 42  | 82 | −40  | Descenso de categoría                  |
| 19   | Hull City (D)           | 30   | 38 | 6  | 12 | 20 | 34  | 75 | −41  | Descenso de categoría                  |
| 20   | Portsmouth (D)          | 19   | 38 | 7  | 7  | 24 | 24  | 66 | −42  | Descenso de categoría                  |

 Fuente: [cita requerida]
Notas:
1. 1 2  El Portsmouth debió clasificar para los play-offs de la Liga Europa 2010-11 por haber sido finalista de la FA Cup 2009-10, pero por sus problemas financieros, su cupo fue retirado, y se le fue otorgado al 6° clasificado.[11]
2. ↑  Al Portsmouth se le redujeron 9 puntos debido a su entrada al proceso de administración.[12]

## Goleadores
| Posición | Jugador            | Club              | Goles |
| -------- | ------------------ | ----------------- | ----- |
| 1        | Didier Drogba      | Chelsea           | 29    |
| 2        | Wayne Rooney       | Manchester United | 26    |
| 3        | Darren Bent        | Sunderland        | 24    |
| 4        | Carlos Tévez       | Manchester City   | 23    |
| 5        | Frank Lampard      | Chelsea           | 22    |
| 6        | Fernando Torres    | Liverpool         | 18    |
| 7        | Jermain Defoe      | Tottenham Hotspur | 18    |
| 8        | Cesc Fàbregas      | Arsenal           | 15    |
| 9        | Emmanuel Adebayor  | Manchester City   | 14    |
| 10       | Louis Saha         | Everton           | 13    |
| 11       | Gabriel Agbonlahor | Aston Villa       | 13    |

| England                    |
| Campeón Chelsea 4.º título |